# Katharinenrotunde

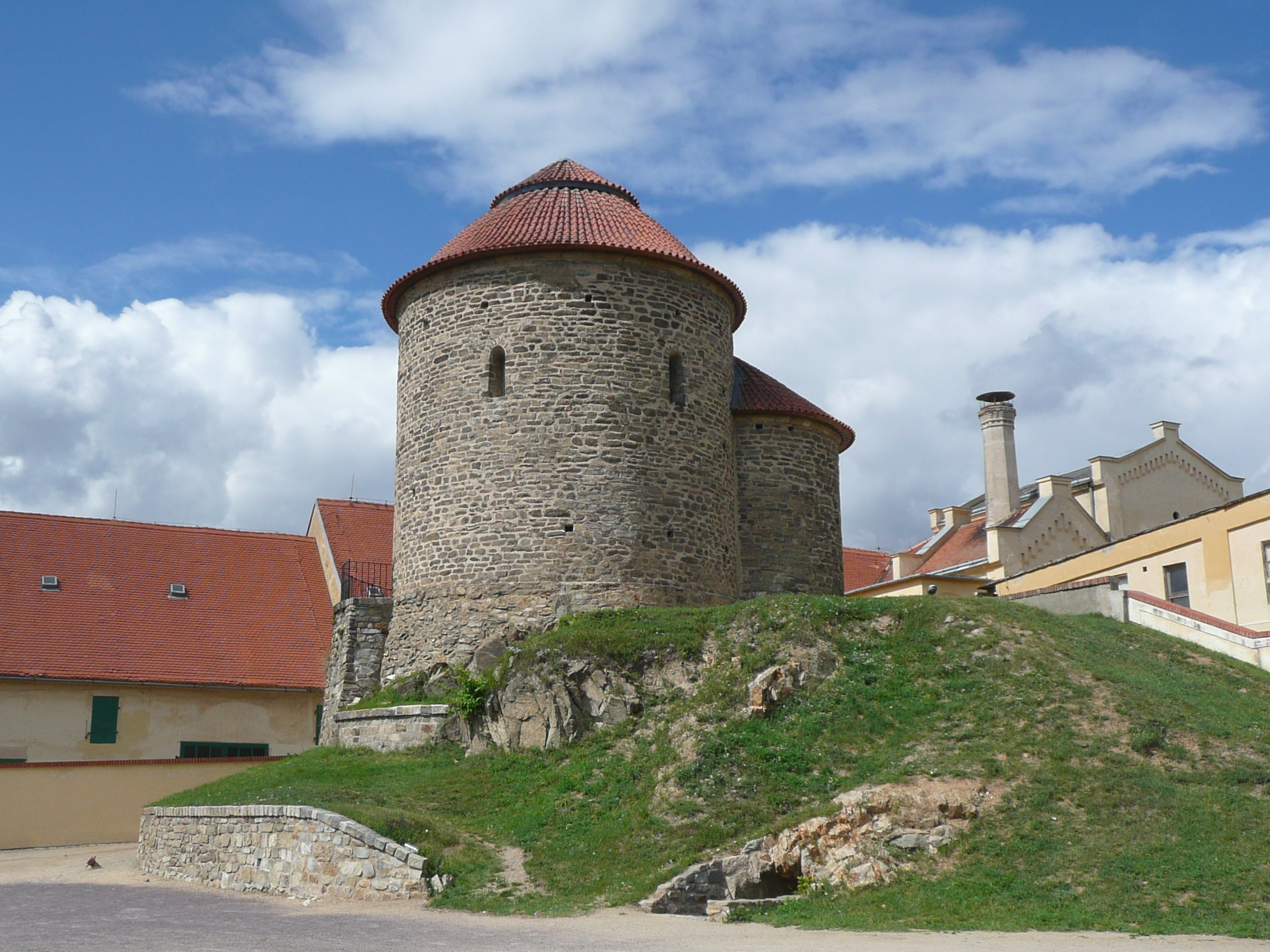
Rotunde der heiligen Katharina (Außenansicht)

Die Katharinenrotunde (tschechisch Rotunda svaté Kateřiny) steht im Areal der Přemyslidenburg in der mährischen Stadt Znojmo. Die frühmittelalterliche Rotunde ist mit romanischen Fresken aus dem Jahr 1134 geschmückt, die böhmische und mährische Herrscher und Szenen aus der Geschichte des Landes darstellen. Seit 1962 ist sie ein Nationales Kulturdenkmal.

## Geschichte

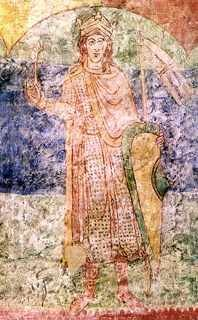
Romanisches Fresko in der Rotunde (Vratislav II.)

Nach archäologischen Untersuchungen war der Bauplatz bereits in der Bronzezeit besiedelt. Vor Ort wurden die Reste eines in den Felsen eingelassenen Vorgängerobjektes gefunden. Die romanische, ursprünglich Mariä Verkündigung geweihte Rotunde entstand wahrscheinlich inmitten einer ausgedehnten Vorburg. Ihr Bau wird Břetislav I. zugeschrieben, der sie entweder während seiner mährischen oder während seiner späteren böhmischen Herrschaft, wohl bis spätestens 1019, errichten ließ. Möglicherweise entstanden Rotunde und Burg auch erst in der zweiten Hälfte des 11. Jahrhunderts, als Mähren in drei Teilfürstentümer aufgeteilt wurde (Brünn, Znaim und Olmütz).
Die erste Erwähnung des Bauwerks stammt aus dem Jahr 1100, als Herzog Bořivoj II. hier Hochzeit feierte. Die Funktion der Rotunde ist nicht ganz klar. Es wird angenommen, dass sie sowohl dem Burgbesitzer und seinem Gefolge, als auch der Umgebung als Gotteshaus diente. Sie besitzt keine Tribüne, die typisch für eine Eigenkirche wäre. Diese Funktion sollte nach Ansicht der Archäologen eine erhöhte hufeisenförmige steinerne Bank übernehmen, deren Reste bei einer Grabung gefunden wurden. Wie eine Inschrift aus dem 13. Jahrhundert belegt, ließ der Přemysliden-Teilfürst Konrad II. von Znojmo die Rotunde 1134 umbauen und mit den bis heute erhaltenen Fresken schmücken. In diesem Jahr wurde auch das Patrozinium um das der heiligen Katharina ergänzt.
Nach Gründung der Stadt Znojmo wurde die Rotunde 1226 als Filialkirche der Pfarre St. Nikolaus unterstellt. Ab 1287 gehörte sie der Pfarrkirche St. Michael, die Heinrich von Leipa mitsamt der Rotunde 1320 dem örtlichen Klarissenkloster abtrat. Ab 1551 gehörte die Pfarre St. Michael der Stadt, 1555 verkauften die Klarissen auch die Rotunde. Wie sie in der Folgezeit genutzt wurde, ist unbekannt. 1710 entstand vor den Burgmauern die spätere Brauerei Hostan und am Ende des 18. Jahrhunderts war in der Rotunde ein Stall untergebracht. Ab 1830 diente sie als Tanzlokal und Bierausschank. 1879 ist hier eine Korbflechterwerkstatt belegt.
1888 wurde das Bauwerk rekonstruiert und 1891–1893 kam es zu einer ersten Restaurierung der Fresken. Weitere Restaurierungen fanden 1938, 1947–1949 und 1969 statt. Jüngere Umbauten verliefen in den Jahren 1966 und 1991.
Am 30. März 1962 wurde die Rotunde mit dem Staatsgesetz der ČSR Nr. 251/62 zum Nationalen Kulturdenkmal erklärt.

## Beschreibung

### Bauwerk
Die Rotunde besteht aus einem ovalen Schiff, dem im Osten eine Apsis angeschlossen ist. Den Innenraum erhellen kleine romanische Fenster. Das Mauerwerk besteht nicht aus klassischen romanischen Quadern, sondern aus unregelmäßigen dunklen Bruchsteinen, die sorgfältig geschichtet sind. Im Mauerwerk erhielten sich zugemauerte Taschen von Gerüstbalken.
Ursprünglich schloss eine Laterne das Dach ab, die aber im 18. Jahrhundert abgerissen wurde. Die Laterne war dabei nicht als Lichtquelle vorgesehen, denn in dem Gewölbe waren lediglich sieben kleine Öffnungen eingelassen, die wohl zur Belüftung, für ein Glockenseil, für Lampen und ähnliches dienten. Die Rotunde war wahrscheinlich ursprünglich verputzt. Der Putz fiel offenbar ab oder wurde im 18. oder 19. Jahrhundert abgeschlagen.

### Fresken

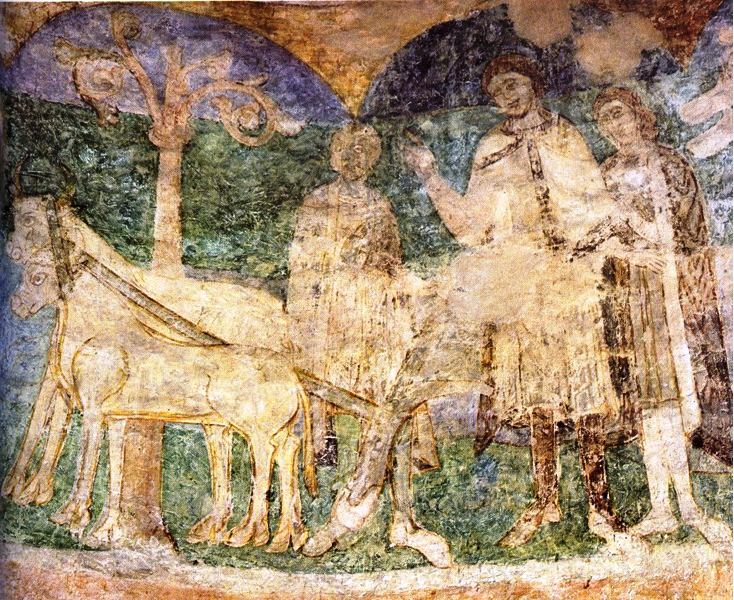
Teil der Fresken in der Rotunde (Přemysl der Pflüger)

Der Innenraum der Rotunde ist mit romanischen Fresken ausgemalt. Die Gemälde bedecken die gesamte Fläche der Innenwände in der Apsis und dem Hauptschiff vom Fußboden bis zur Kuppel und sind in parallelen Bändern angeordnet.
In der Apsis ist im unteren Band eine Draperie ausgeführt, im mittleren die zwölf Apostel unter Arkaden, in der Kuppel schließlich der segnende Christus in der Mandorla und Symbole der vier Evangelisten.
Im Hauptschiff wird das unterste Band ebenfalls durch eine gemalte Draperie gebildet, darüber hält ein Band Szenen aus der Jugend Jesu fest (Mariä Verkündigung, Mariä Heimsuchung, der Traum des heiligen Josef, die Geburt Christi, die Verkündigung an die Hirten, die Anbetung der Könige, der Kindermord von Betlehem und die Flucht nach Ägypten). Darüber stellt ein Band die Berufung Přemysls zur Herrschaft dar, ferner sind acht Gestalten mit Herrschersymbolen und Mänteln und neben dem Eingang zur Apsis die beiden Stifter, Konrad II. von Znojmo und seine Frau Maria, abgebildet. Das oberste Band enthält weitere zehn Herrschergestalten mit Mänteln und neun Herrscher ohne Mäntel. Die Gestalten mit Mänteln werden als böhmische, die ohne Mäntel als mährische Přemysliden gedeutet, eine der Figuren ist durch Krone und Zepter als König Vratislav II. erkennbar. Die Kuppel schmückt eine Taube als Symbol des Heiligen Geistes, darunter sitzen die vier Evangelisten an Schreibpulten zwischen vier Cherubim.

## Bedeutung
Der Umbau der Rotunde stand in Zusammenhang mit einem Abkommen Konrads II. mit dem böhmischen Herzog Soběslav I. Dieser hatte sich den Thron 1125 unrechtmäßig, entgegen dem von Břetislav I. festgelegten Senioratsprinzip, angeeignet. Während der ersten Regierungsjahre ließ er daher alle anderen Thronanwärter festnehmen und einkerkern. Auch den Prager Thron wollte er für seine Söhne sichern. Nachdem er einen Aufstand des mährischen Adels aufgedeckt und die Verschwörer bestraft hatte, musste er jedoch einen Ausgleich suchen und ging eine Abmachung mit Konrad II. ein. Nach dieser Abrede wurde Konrad die Nachfolge zugesichert, wenn er im Gegenzug die Vormundschaft für Soběslavs Söhne übernehmen würde, die wiederum ihm nachfolgen sollten. Dieser Pakt wurde wahrscheinlich bei der Hochzeit Konrads mit Maria, Tochter des serbischen Nemanjiden-Herrschers Uroš I., auf der Znaimer Burg im Jahr 1134 geschlossen. Die folgende Ausmalung der Rotunde mit den Gestalten der Herrscherfamilie und Sagen über die Entstehung der Dynastie und des Staates sollte Konrads Anspruch auf den Prager Thron symbolisieren.
Daneben gibt es auch Theorien, die die Fresken in wesentlich frühere Zeiten verlegen wollen. Ende der 1980er Jahre legte der Znojmer Historiker Jaroslav Zástěra eine These vor, wonach die Rotunde bereits in Großmährischer Zeit unter König Rastislav als erzbischöfliche Kirche erbaut worden sei. Die Ausmalung habe der Heilige Method geleitet, der hier die mährischen Herrscher abbilden ließ. 1134 seien dann die böhmischen Herrscher dazugemalt worden. Laut Zástěra soll der älteste bekannte Přemyslide Bořivoj I. ein Sohn Rastislavs gewesen sein. Eine weitere Theorie stellte der tschechische Publizist Václav Tatíček 2001 vor. Danach seien die Fresken auf Anregung Božetěchs, des letzten slawischen Abtes des Klosters Sázava, entstanden. Beide Theorien sind wissenschaftlich nicht anerkannt und wurden mehrfach widerlegt.